# Ägyptisch-Äthiopischer Krieg
Der Ägyptisch-Äthiopische Krieg war ein Krieg zwischen dem Kaiserreich Abessinien (Äthiopien) und dem Khedivat Ägypten, einem autonomen Vasallenstaat des Osmanischen Reiches, zwischen 1874 und 1876. Der Konflikt endete mit einem eindeutigen äthiopischen Sieg, der die weitere Unabhängigkeit Äthiopiens in den Jahren unmittelbar vor dem „Wettlauf um Afrika“ sicherte. Für Ägypten hingegen war der Krieg ein kostspieliger Misserfolg, der die regionalen Bestrebungen Ägyptens, ein afrikanisches Imperium zu werden, zurückwarf und den Grundstein für den Beginn der Vorherrschaft des britischen Empire über Ägypten weniger als ein Jahrzehnt später legte.

## Hintergrund
Obwohl Ägypten nominell ein Vasallenstaat des Osmanischen Reiches war, agierte es seit der Machtergreifung Muhammad Ali Paschas im Jahr 1805 als praktisch unabhängiger Staat und gründete schließlich ein Reich im Süden des Landes, als es den Sudan eroberte. Zu Beginn des 19. Jahrhunderts versuchte das osmanische Ägypten mehrfach, seine Kontrolle über die Region an der heutigen äthiopisch-sudanesischen Grenze durchzusetzen, was zu Konflikten mit den regionalen Herrschern der westlichen Provinz Begemder in Äthiopien führte. Muhammad Alis Enkel, Isma'il Pascha, wurde 1863 Khedive und versuchte, das aufkeimende Reich weiter nach Süden zu erweitern.
Nachdem er 1875 Darfur annektiert hatte, richtete er seine Aufmerksamkeit auf Äthiopien. Isma'il hatte die Absicht, ein zusammenhängendes afrikanisches Reich zu schaffen, das sowohl mit den europäischen Reichen konkurrieren als auch den territorialen Ambitionen der europäischen Großmächte entgehen sollte. Er wollte dafür nicht nur in die heutigen Staaten Tschad, Eritrea, Dschibuti, Somalia und Uganda expandieren, sondern auch das gesamte Nilgebiet, einschließlich Äthiopien, der Quelle des Blauen Nils, in sein Reich aufnehmen. Äthiopiens Geschichte ähnelte zwar in vielerlei Hinsicht der ägyptischen, denn beide Länder verfügten über uralte, kontinuierliche Zivilisationen, in denen sowohl Muslime als auch orthodoxe Christen lebten, doch die rasche Modernisierung Ägyptens unter Muhammad Ali und Isma'ils eigene Modernisierungsprojekte gaben ihm Zuversicht, dass ein Krieg mit Äthiopien einen sicheren ägyptischen Sieg zur Folge haben würde. In der ägyptischen Armee befanden sich viele europäische und amerikanische Offiziere, deren Ausbildung und Erfahrung Isma'ils Zuversicht weiter stärkten.
In der Zwischenzeit wurde Yohannes IV. 1872 zum Kaiser von Äthiopien, nachdem er Tekle Giyorgis II. besiegt hatte. Er bemühte sich um die Modernisierung seiner Armee, von der einige von dem britischen Abenteurer John Kirkham ausgebildet wurden.

## Die Schlacht von Gundet
Die Ägypter unter Arakil Bey und dem dänischen Oberst Adolph Arendrup drangen von ihren Küstenbesitztümern in Massawa, dem heutigen Eritrea, in Äthiopien ein. Nach einigen Scharmützeln trafen die Armeen von Yohannes und Isma'il am Morgen des 16. November 1875 in Gundet aufeinander. Die Ägypter waren nicht nur zahlenmäßig weit unterlegen, sondern wurden auch völlig überrumpelt, als sie durch einen engen Bergpass marschierten und in einen Hinterhalt gerieten. Die Masse der äthiopischen Krieger stürmte aus ihren Verstecken und stürzte sich auf die ägyptischen Kolonnen, machte deren Feuerkraft zunichte und trieb viele der wenig enthusiastisch kämpfenden Fellachen in die Flucht. Dieses Gefecht endete mit der vollständigen Vernichtung des ägyptischen Expeditionskorps unter der Führung von Oberst Arrendrup und dem Tod seines Kommandeurs.
Arendrups Expedition war hoffnungslos unzureichend für die Aufgaben, die er zu erfüllen hatte. Sie umfasste kaum mehr als etwa 4000 Mann und verfügte über keine Kavallerie. Ihre Anführer waren neben dem bereits erwähnten dänischen Artilleristen und Major Dennison ein Amerikaner, Major Durholtz, ein Schweizer, später in der päpstlichen Armee tätig, und Major Rushdi Bey, ein Türke. Arakal Bey, der junge Neffe von Nubar Pascha (dem christlich-armenischen Premierminister des Khediven), schloss sich der Expedition an und wurde im Kampf getötet. Etwa 2000 Ägypter kamen mit ihm ums Leben und zahlreiche Waffen fielen in die Hände des Feindes.
Die Ägypter zogen sich nach Massawa an der Küste und dann nach Keren zurück, das seit 1872 von etwa 1200 Ägyptern bewacht wurde. Nach diesem Rückschlag konnte Isma'il Pascha die Angelegenheit nicht auf sich beruhen lassen. Es galt, das verlorene Prestige zurückzugewinnen. Um jeden Preis mussten seine europäischen Gläubiger beeindruckt werden. Deshalb machte er sich daran, eine größere Truppe für eine zweite Expedition zu mobilisieren, die den verheerenden und demütigenden Verlust, den er in Gundet durch die Äthiopier erlitten hatte, wiedergutmachen sollte.

## Die Schlacht von Gura

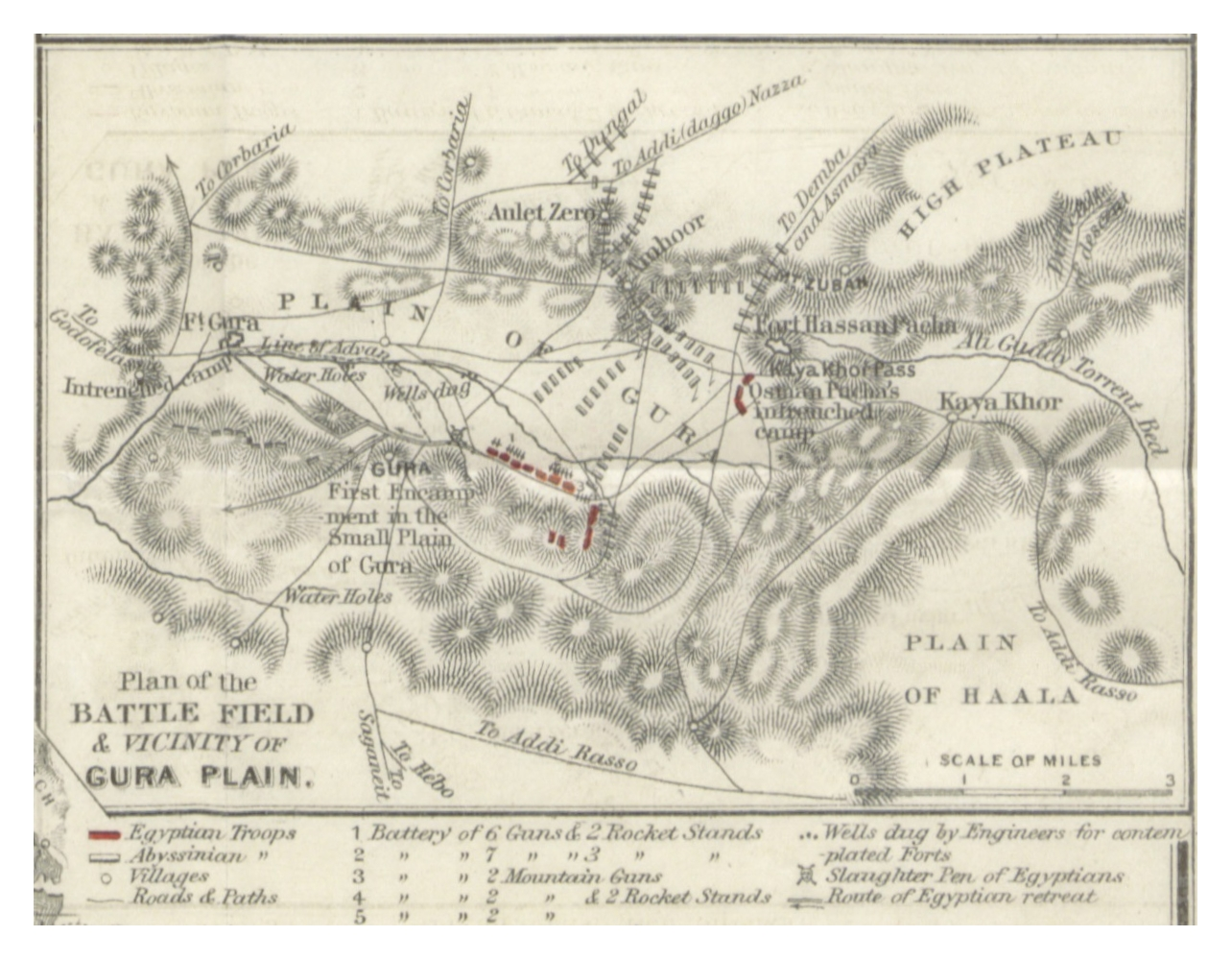
Das Schlachtfeld von Gura

Nach der verpatzten Invasion unternahmen die Ägypter einen erneuten Eroberungsversuch von Äthiopien, diesmal mit einer Armee von etwa 13.000 Mann. Die Truppen von Isma'il Pascha, jetzt unter Führung von Ratib Pascha, erreichten Massawa am 14. Dezember 1875. Im März erreichten sie die Ebene von Gura und errichteten zwei Festungen, eine in der Ebene von Gura und die andere am Khaya-Khor-Pass, der nur wenige Kilometer entfernt lag. Yohannes hatte erneut mobilisieren lassen und stellte den Krieg als einen Kampf zwischen Christentum und Islam dar. Tausende von Männern zogen als Soldaten in den Kampf, die bis nach Gojjam kamen, obwohl Meneliks Soldaten in Shewa als Beobachter blieben. Die Äthiopier, die nun über eine Streitmacht von etwa 50.000 Mann verfügten (von denen aufgrund der Lage des Schlachtfelds nur etwa 15.000 gleichzeitig kämpfen konnten), griffen die Ägypter am 7. März 1876 an. Ratib Pascha befahl etwas mehr als 5.000 der 7.500 im Fort Gura stationierten Männern, das Fort zu verlassen und die Äthiopier anzugreifen. Diese Truppe wurde allerdings schnell von der äthiopischen Vorhut, geführt von Ras Alula, umzingelt und brach schnell zusammen. Die Äthiopier zogen sich daraufhin zurück und unternahmen am 10. März einen zweiten Angriff auf Fort Gura, der jedoch zurückgeschlagen wurde. Die Ägypter mussten sich bald darauf zurückziehen.

## Beteiligung von Ausländern

### Europäer
Mehrere europäische Offiziere dienten auf beiden Seiten des Konflikts in unterschiedlichen Funktionen; dazu gehören der britische Abenteurer John Kirkham auf der äthiopischen Seite und der Däne Adolph Arendrup sowie der Schweizer Forscher Werner Munzinger auf der ägyptischen Seite. Munzinger, ehemaliger Gouverneur der Regionen Keren und Massawa, führte einen der ägyptischen Angriffe gegen Äthiopien an und marschierte von Tadjoura aus ins Landesinnere. Seine Truppen wurden jedoch von der Armee von Muhammad ibn Hanfadhe, dem Sultan von Aussa, überwältigt und er wurde in der Schlacht getötet. In der Zwischenzeit wurde Arendrup, der Adjutant von Isma'il, mit der Leitung einer Expedition gegen die Abessinier beauftragt. Mitte November starben Arendrup, mehrere andere Offiziere und etwa 1000 Gefreite in einem zwölfstündigen Gefecht bei Gundet. Nur drei Männer entkamen lebend.

### Amerikaner
Mehrere ehemalige Offiziere der Konföderiertenarmee und der Unionsarmee, die beide zuvor im amerikanischen Bürgerkrieg gekämpft hatten, nahmen an dem Konflikt teil. Als der ägyptische Khedive 1868 am Hof des Sultans in Konstantinopel mit Thaddeus P. Mott, einem ehemaligen Artillerieoffizier und Abenteurer der Union, zusammentraf, kam er auf die Idee, amerikanische Offiziere für die Reorganisation seiner Armee anzuheuern. Mott erzählte Ismail von den technischen und taktischen Fortschritten, die die Amerikaner während des amerikanischen Bürgerkriegs erzielt hatten, und überzeugte den Khedive, amerikanische Veteranen für die Modernisierung der ägyptischen Streitkräfte einzustellen. Im Jahr 1870 trafen die ersten dieser militärischen Aufseher, die ehemaligen Konföderationsoffiziere Henry Hopkins Sibley und William Wing Loring, in Ägypten ein. Loring wurde vom Khedive zum Generalinspekteur der ägyptischen Armee ernannt und 1875 zum Stabschef des Oberbefehlshabers der ägyptischen Militärexpedition in Äthiopien befördert. Loring nahm an der Schlacht von Gura teil, die mit einer Niederlage endete. Die Ägypter gaben den Amerikanern die Schuld an dem katastrophalen Krieg, und Loring, Sibley und die anderen Offiziere mussten in Kairo zwei Jahre lang endlose Frustrationen und Demütigungen ertragen.

## Folgen
Nach dem Krieg blieben die Spannungen zwischen Äthiopien und Ägypten bestehen, die mit dem Hewett-Vertrag von 1884 weitgehend abgebaut wurden.
Ras Alula hatte sich als zuverlässiger General erwiesen und wurde von Yohannes IV. in den Rang eines Ras befördert und zum Gouverneur ernannt.
Die ägyptische Niederlage in diesem Krieg hatte schwerwiegende Folgen für Ägypten. Die Kosten des Krieges trugen zu der massiven Staatsverschuldung des Landes bei, die 1879 dazu führten, dass Isma'il auf Drängen Großbritanniens und Frankreichs als Khedive abgesetzt wurde.
Gleichzeitig wurden viele ägyptische Soldaten, die im Krieg gedient hatten, durch ihre Erfahrungen politisiert und stellten eine Bedrohung für die ägyptische Monarchie selbst dar. Zu diesen verärgerten Armeeoffizieren gehörte Oberst Ahmed Urabi, der „über die Art und Weise, wie [der Krieg] schlecht geführt wurde, verärgert“ gewesen sein soll. Der Unmut über die Niederlage trug zur allgemeinen Unzufriedenheit mit Tewfik Pascha bei, den die Großmächte zum Nachfolger von Isma'il auswählten, und provozierte den Urabi-Aufstand gegen die Monarchie. Der anfängliche Erfolg der Revolte wurde in Europa mit Beunruhigung aufgenommen und führte schließlich dazu, dass das Vereinigte Königreich seine Truppen zur Unterstützung Tewfiks nach Ägypten entsandte, womit die Besetzung Ägyptens durch das Vereinigte Königreich begann.
Das Ergebnis des Krieges hatte entscheidende Auswirkungen auf die Entwicklung der beiden afrikanischen Staaten. Vor dem Konflikt war Ägypten regional und relativ gesehen auch international auf dem Vormarsch und strebte an, mit den europäischen Großmächten auf Augenhöhe agieren zu können. Die Niederlage machte diese Bestrebungen zunichte und trug in Verbindung mit der katastrophalen wirtschaftlichen Lage in Ägypten selbst dazu bei, dass Isma'il schließlich abgesetzt und Ägypten von den Großmächten unterworfen wurde, was genau zu dem Ergebnis führte, das Isma'il mit seinen Hoffnungen auf ein Reich im gesamten Nilgebiet verhindern wollte.
Umgekehrt bewahrte Äthiopien seine Unabhängigkeit und war durch den Krieg für seine eigene Verteidigung während des bevorstehenden „Wettlaufs um Afrika“ gut vorbereitet. Der Zusammenbruch des ägyptischen Reiches in Afrika wurde von den europäischen Imperien genutzt, wobei Italien Ägypten in Eritrea als Kolonialmacht ablöste. Damit war der Weg geebnet für die erste Konfrontation zwischen Italien und Äthiopien im Ersten Italienisch-Äthiopischen Krieg 1895. Der Sieg Äthiopiens in diesem Krieg trug seinerseits dazu bei, dass das faschistische Italien in den 1930er Jahren unbedingt Äthiopien erobern wollte und Mussolini den Abessinienkrieg startete.